# Gleby opadowo-glejowe
Gleby opadowo-glejowe są to gleby, których właściwości determinuje głównie odgórne (opadowe) oglejenie. Powstają one w wyniku okresowego lecz długotrwałego płytkiego zalegania w profilu wód opadowych, roztopowych lub stokowych, które tworzą warunki redukcyjne (deficyt tlenu). Właściwości opadowo-glejowe objawiają się specyficzną mozaiką barw sino-niebieskich i rdzawo-brunatnych.
Redukcja żelaza, oraz innych pierwiastków, występuje przede wszystkim w przestrzeniach między agregatami oraz na ich powierzchni, wewnątrz agregatów przeważają warunki oksydacyjne (tlenowe). Powoduje to powstanie plamistej (marmurkowej) mozaiki barw redukto- i oksymorficznych. Nadmierne uwilgotnienie górnej części gleby jest często spowolniony rozkład materii organicznej na powierzchni, a przez to występowanie poziomów organiczno-mineralnych (torfiastych) lub organicznych (murszowych).
Gleby opadowo-glejowe tworzą się z bardzo różnych materiałów macierzystych. Zazwyczaj są to utwory glacjalne, aluwialne lub zwietrzelinowe, często w postaci pokryw stokowych. Często są to gleby niecałkowite, gdzie charakterystyczne jest dla nich występowanie w obrębie profilu warstwy o mniejszej przepuszczalności (zazwyczaj z bardziej drobnoziarnistej), nad którą stagnuje woda.
Na obszarze Polski są to gleby śródstrefowe występujące lokalnie w całym kraju w małych areałach, lecz częściej się je spotyka na obszarach górskich. Dla obszarów polarnych, jako gleby tundrowe są to gleby strefowe.

## Systematyka
Gleby opadowo-glejowe w szóstym wydaniu systematyki gleb Polski z 2019 roku są typem gleb w obrębie rzędu gleb glejoziemnych.
- Rząd 7. Gleby glejoziemne (G)

- Typ 7.2. Gleby opadowo-glejowe (GO)

- Gleby opadowo-glejowe typowe: (O-)A-Cg
- Gleby epiglejowe: (O-)A(g)-Cg-Cdg(Bplg)-(2)C
- Gleby amfiglejowe: (O-)A(g)-Cg-Cgg(-G)
- Gleby opadowo-glejowe murszowe: M-(Ahg)Cg
- Gleby opadowo-glejowe torfiaste: A/O(a,e)-Cg
- Gleby opadowo-glejowe zbielicowane: O-AE_-Es)-B(s,hs)(g)-Cg

Wyjaśnienie znaczenia symboli poziomów glebowych znajdują się w artykule o poziomach genetycznych gleb
W piątym wydaniu systematyki gleb Polski z 2011 roku nie wydzielono gleb opadowo-glejowych.
Polskie gleby opadowo-glejowe według międzynarodowej klasyfikacji gleb WRB są zaliczane do Stagnosols. Według amerykańskiej klasyfikacji USDA Soil Taxonomy gleby glejowe zalicza się najczęściej do rzędu Entisols ( Aquents) albo Inceptisols (Aquepts).